# Římskokatolická farnost Mladějov
Římskokatolická farnost Mladějov (lat. Mladegovium, něm. Mladegow) je církevní správní jednotka sdružující římské katolíky na území obce Mladějov a v jejím okolí. Organizačně spadá do turnovského vikariátu, který je jedním z 10 vikariátů litoměřické diecéze.

## Historie farnosti
Farnost existovala již před rokem 1383. Později byla připojena k farnosti Sobotka. Od roku 1740 se stala opět samostatnou farností. Matriky jsou vedeny od roku 1740.

### Duchovní správcové vedoucí farnost
Začátek působnosti jmenovaného v duchovní správě farnosti od:
- Hostislaus, † 1358
- 1358   Petrus, † 1372
- 1372   Čeněk
- 1403   Bohuněk
- 1407   Čeněk
- 1430   Andreas
- 1765   Joannes Nawratil
- 1777   Joann. Fross, † 14. 9. 1784
- 1784   par. vacat
- 1786   Josef Walbrecht, † 27. 7. 1805
- 1805   Franc. Prükner
- 1811   Math. Merklas n. 9. 11. 1775 Držkov, o. 22. 11. 1798, † 5. 12. 1849
- 1844   Wenc. Werunnač n. 25. 8. 1807 Uhlířská Lhota, o. 3. 8. 1833, † 5. 8. 1868
- 1854     chybí katalog
- 1855   Petr Duffek n. 24. 1. 1795 Bohdalovic. o. 14. 8. 1825, † 1. 7. 1870
- 1871   Stefan. Kábeš n. 12. 12. 1827 Skalsko, o. 25. 7. 1854, † 22. 2. 1906
- 1884   Josef Mikolášek n. 26. 2. 1847 Jeseník, o. 25. 7. 1871, † 7. 12. 1919
- 1920   Josef Bouchal n. 16. 8. 1886 Lišov, o. 17. 7. 1910
- 1922   Joann. Černovický n. 1.6. 1883 Křinec o. 15.7. 1906, † 15. 9. 1961
- 1923   par. vacat, admin. interc. excurr. Method. Šumbera
- 1924   Joann. Suchan n. 10. 12. 1854 Opatovice, o. 14. 7. 1878, † 23. 3. 1925
- 1926   par. vacat, admin. interc. Jos. Hlaváček
- 1927   par. vacat, admin. interc. excurr. Franc. Janeček
- 1928   Wencesl. Kadlec n. 26. 9. 1863 Turnau, o. 22. 5. 1887, † 25. 10. 1956
- 1. 9.  1953    František Klapuch
- 1. 5.  1956    Mojmír Melan
- 1. 6.  1965    Vlastimil Punčochář
- 1. 8.  1975    František Bílek
- 1. 3.  1996    František Kocman, admin. exc. in spiritualibus
  - 1. 3. 2005 – 31. 12. 2019 trvalý jáhen Mgr. Jan Hrubý, admin. exc. in materialibus
- 1. 3.  2019 Tomasz Dziedzic,admin. exc. in spiritualibus, od 1. 1. 2020 admin. exc.[3]

## Území farnosti
Do farnosti náleží území obce:
- Bacov
- Hubojedy
- Kozlov
- Křenovy – součást farnosti v roce 1949 (Kschenow[4])[p 1]
- Loveč
- Malechovice-Zápolí
- Mladějov
- Pařízek
- Plhov
- Roveň
- Skařišov – zaniklá obec
- Střeleč
- Zámostí

## Římskokatolické sakrální stavby a místa kultu na území farnosti
| | Fotografie | Stavba           | Místo    | Bohoslužby                      | Zeměpisné souřadnice           | Status       | Číslo kulturní památky                       |
| Kostel | Kostel     | Kostel           | Kostel   | Kostel                          | Kostel                         | Kostel       | Kostel                                       |
| --- | ---------- | ---------------- | -------- | ------------------------------- | ------------------------------ | ------------ | -------------------------------------------- |
| 1. |            | Kostel sv. Jiljí | Mladějov | bližší informace o bohoslužbách | 50°29′0″ s. š., 15°14′4″ v. d. | farní kostel | 38396/6-1268 (Pk•MIS•Sez•Obr•WD) (Q24282912) |
| Některé drobné sakrální stavby a pamětihodnosti lze dohledat zde v databázi Drobné sakrální památky Zaniklé sakrální stavby lze dohledat zde v databázi Poškozené a zničené kostely, kaple a synagogy v České republice |            |                  |          |                                 |                                |              |                                              |

Ve farnosti se mohou nacházet i další drobné sakrální stavby, místa římskokatolického kultu a pamětihodnosti, které neobsahuje tato tabulka.

## Příslušnost k farnímu obvodu
Z důvodu efektivity duchovní správy byl vytvořen farní obvod (kolatura) farnosti Rovensko pod Troskami, jehož součástí je i farnost Mladějov, která je tak spravována excurrendo.